# Speyeria diana
Speyeria diana är en fjärilsart som beskrevs av Pieter Cramer 1779. Speyeria diana ingår i släktet Speyeria och familjen praktfjärilar. Inga underarter finns listade i Catalogue of Life.

## Bildgalleri

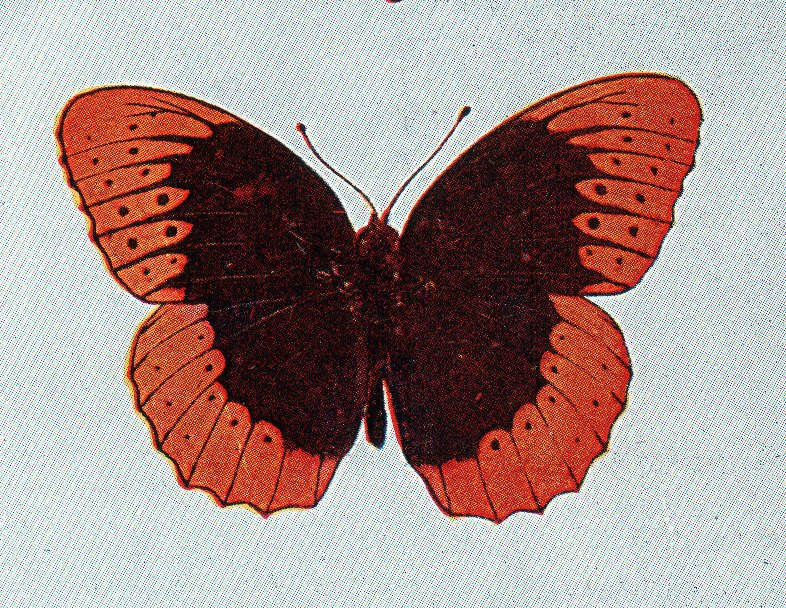
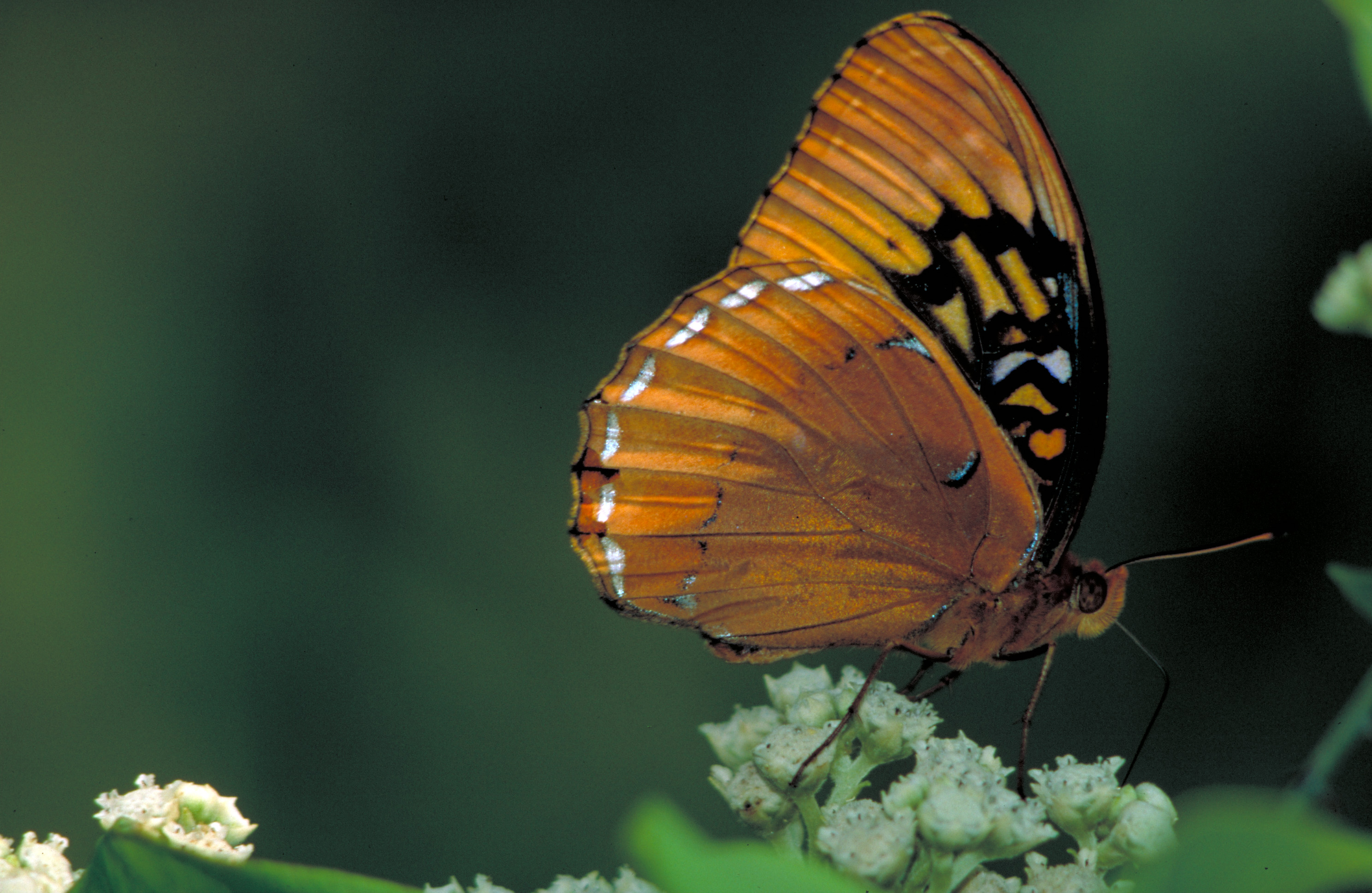